# Cressia
 Cressia  ist eine französische Gemeinde mit 250 Einwohnern (Stand 1. Januar 2022) im Département Jura in der Region Bourgogne-Franche-Comté; sie gehört zum Arrondissement Lons-le-Saunier und zum Kanton Saint-Amour.

## Geografie
Cressia liegt 17 Kilometer südwestlich von Lons-le-Saunier. Nachbargemeinden von Cressia sind Augisey im Norden, Rothonay im Osten, Pimorin im Südosten, Loisia im Süden und Rosay im Westen.

## Bevölkerungsentwicklung
| Jahr                       | 1962 | 1968 | 1975 | 1982 | 1990 | 1999 | 2007 | 2017 |
| Einwohner                  | 241  | 275  | 262  | 230  | 259  | 314  | 271  | 258  |
| Quellen: Cassini und INSEE |      |      |      |      |      |      |      |      |

## Gemeindepartnerschaft
- Le Tréhou (Bretagne)

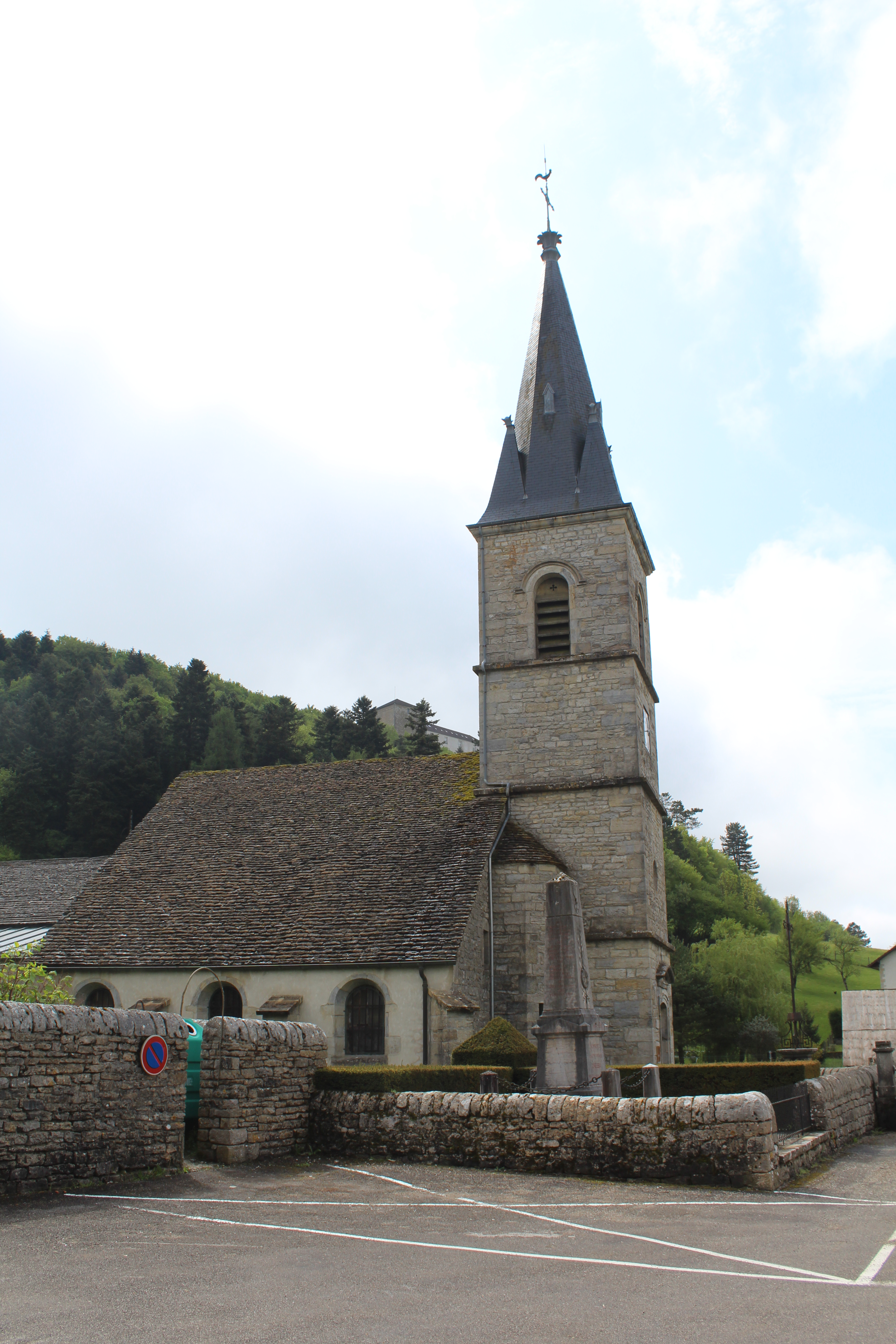
Kirche Saint-Maurice
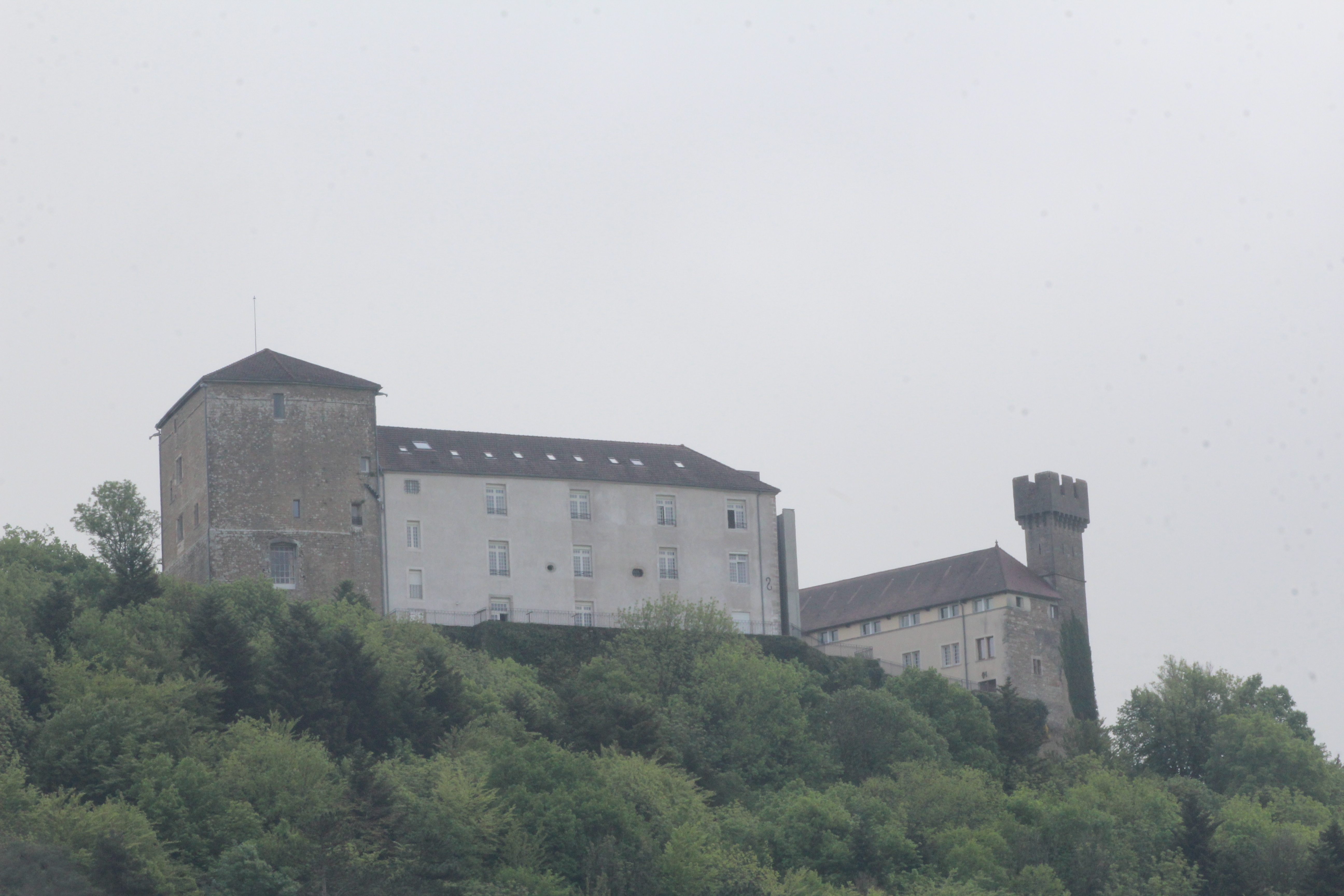
Château Cressia
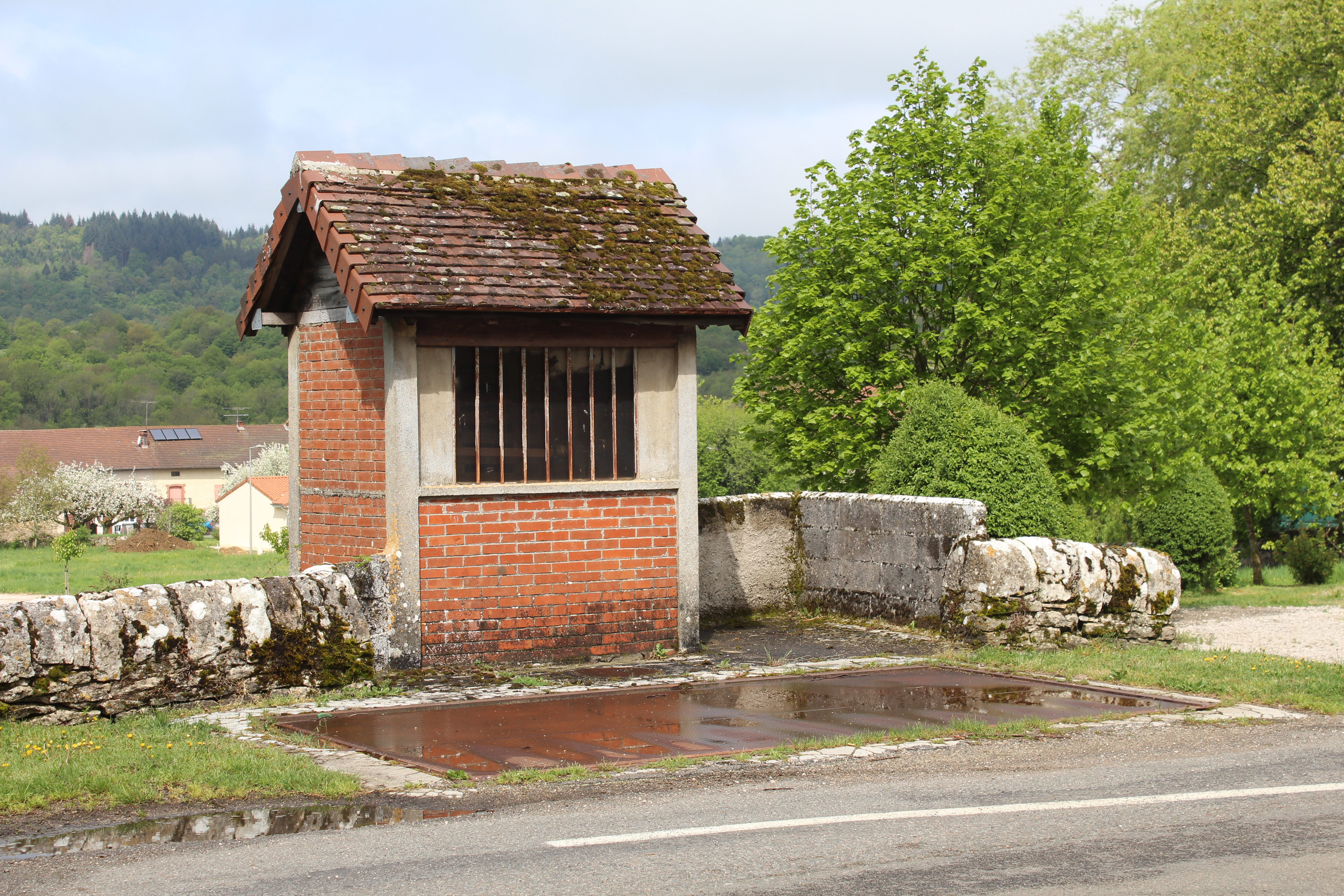
Brunnenhaus